# Торжочки рејон
Торжочки рејон (рус. Торћокский район) административно-територијална је јединица другог нивоа и општински рејон у централном делу Тверске области, на северозападу европског дела Руске Федерације.
Административни центар рејона налази се у граду Торжоку који као засебан градски округ не улази у састав рејона. Према проценама националне статистичке службе Русије за 2014. на територији рејона је живело 23.167 становника или у просеку око 7,41 ст/км².

## Географија
Торжочки рејон налази се у централном делу Тверске области, на подручју Валдајског побрђа. Обухвата територију површине 3.128 km² и четврти је по величини територије међу рејонима у области. Граничи се са Вишњеволочким и Спировским рејоном на северу, на истоку су Лихослављански и Калињински, а на југу и југозападу Старички рејон. На северозападу је територија Кувшиновског рејона.
Рељефом рејона доминирају реке Тверца и њена притока Осуга и Тима (притоке Волге), а важнији водотоци су још и Повед, Логовеж, Рачајна и Шостка.

## Историја
Рејон је успостављен 1929. као део Тверског округа тадашње Московске области. Све до фебруара 1963. носио је име Новоторшки, према истоименом округу Тверске губерније који му је претходио. У границама Калињинске (Тверске) области је од њеног оснивања 1935. године.

## Демографија и административна подела
Према подацима пописа становништва из 2010. на територији рејона је живело укупно 22.534 становника, док је према процени из 2014. ту живело 23.167 становника, или у просеку 7,41 ст/км².
| 1959. | 1970. | 1979. | 1989.  | 2002.  | 2010.  | 2014.   |
| ----- | ----- | ----- | ------ | ------ | ------ | ------- |
| ---   | ---   | ---   | 27.376 | 23.856 | 22.534 | 23.167* |

Напомена: * Према процени националне статистичке службе.
На подручју рејона постоји укупно 459 насељених места подељених на укупно 22 сеоске општине. Иако се административни центар рејона налази у граду Торжоку, сам град не улази у његов састав и има статус града обласне субординације, односно засебног градског округа. На територији рејона не постоји ни једно урбано насеље.

## Саобраћај
Преко рејонске територије пролази аутопут Москва—Санкт Петербург и магистрални друмови Торжок—Осташков и Торжок—Високоје—Берново—Старица, те железничке линије Лихослављ—Торжок—Ржев и Торжок—Кувшиново—Соблаго.